# Campionati europei di nuoto 2012 - 200 metri dorso femminili
La gara dei 200 metri dorso femminili degli Europei 2012 si è svolta il 21 e 22 maggio 2012 e vi hanno partecipato 29 atlete. Le batterie e le semifinali si sono svolte il 22 e la finale nel pomeriggio del giorno successivo.

## Podio
| Pos.    | Atleta                | Nazione  |
| ------- | --------------------- | -------- |
| Oro     | Alexianne Castel      | Francia  |
| Argento | Jenny Mensing         | Germania |
| Bronzo  | Duane Da Rocha Marche | Spagna   |

## Record
Prima della manifestazione il record del mondo (RM), il record europeo (EU) e il record dei campionati (RC) erano i seguenti.
| Record mondiale       | 2'04"81 | Kirsty Coventry     | 1º agosto 2009 Roma  |
| Record europeo        | 2'04"94 | Anastasia Zueva     | 1º agosto 2009 Roma  |
| Record dei campionati | 2'06"62 | Krisztina Egerszegi | 22 agosto 1991 Atene |

## Risultati

### Batterie
| Pos. | Atleta                    | Nazionalità | Tempo   | Batteria | Corsia | Note |
| ---- | ------------------------- | ----------- | ------- | -------- | ------ | ---- |
| 1    | Alexianne Castel          | Francia     | 2'10"04 | 3        | 4      | Q    |
| 2    | Jenny Mensing             | Germania    | 2'11"05 | 3        | 5      | Q    |
| 3    | Daryna Zevina             | Ucraina     | 2'11"31 | 4        | 4      | Q    |
| 4    | Anja Čarman               | Slovenia    | 2'12"55 | 4        | 6      | Q    |
| 5    | Simona Baumrtová          | Rep. Ceca   | 2'12"66 | 2        | 3      | Q    |
| 6    | Duane da Rocha Marce      | Spagna      | 2'12"73 | 4        | 5      | Q    |
| 7    | Alessia Filippi           | Italia      | 2'12"89 | 2        | 4      | Q    |
| 8    | Melanie Nocher            | Irlanda     | 2'13"09 | 3        | 6      | Q    |
| 9    | Alicja Tchórz             | Polonia     | 2'13"40 | 3        | 3      | Q    |
| 10   | Kira Toussaint            | Paesi Bassi | 2'13"67 | 3        | 2      | Q    |
| 11   | Eygló Ósk Gústafsdóttir   | Islanda     | 2'13"81 | 2        | 5      | Q    |
| 12   | Marie Jugnet              | Francia     | 2'14"14 | 2        | 6      | Q    |
| 13   | Kim Daniela Pavlin        | Croazia     | 2'14"25 | 2        | 1      | Q    |
| 14   | Uschi Halbreiner          | Austria     | 2'14"40 | 3        | 1      | Q    |
| 15   | Annemarie Worst           | Paesi Bassi | 2'14"82 | 4        | 2      | Q    |
| 16   | Klaudia Nazieblo          | Polonia     | 2'15"72 | 4        | 1      | Q    |
| 17   | Dorina Szekeres           | Ungheria    | 2'16"67 | 2        | 7      |      |
| 18   | Eszter Povázsay           | Ungheria    | 2'17"05 | 3        | 8      |      |
| 19   | Ekaterina Avramova        | Bulgaria    | 2'17"11 | 4        | 3      |      |
| 20   | Martina van Berkel        | Svizzera    | 2'17"94 | 1        | 4      |      |
| 21   | Camille Gheorghiu         | Francia     | 2'18"08 | 3        | 7      |      |
| 22   | Anna Volchkov             | Israele     | 2'18"18 | 4        | 7      |      |
| 23   | Therese Svendsen          | Svezia      | 2'18"28 | 2        | 2      |      |
| 24   | Veronica Orheim Bjørlykke | Norvegia    | 2'19"37 | 1        | 6      |      |
| 25   | Alzbeta Rehorkova         | Rep. Ceca   | 2'19"47 | 1        | 3      |      |
| 26   | Boglárka Kapás            | Ungheria    | 2'19"56 | 2        | 8      |      |
| 27   | Karin Tomecková           | Slovacchia  | 2'21"37 | 1        | 5      |      |
| 28   | Hazal Sarikaya            | Turchia     | 2'22"28 | 4        | 8      |      |
| 29   | Monica Ramirez Abella     | Andorra     | 2'24"65 | 1        | 2      |      |

### Semifinali
| Pos. | Atleta                  | Nazionalità | Tempo   | Batteria | Corsia | Note |
| ---- | ----------------------- | ----------- | ------- | -------- | ------ | ---- |
| 1    | Alexianne Castel        | Francia     | 2'09"03 | 2        | 4      | Q    |
| 2    | Jenny Mensing           | Germania    | 2'09"49 | 1        | 4      | Q    |
| 3    | Daryna Zevina           | Ucraina     | 2'10"17 | 2        | 5      | Q    |
| 4    | Alessia Filippi         | Italia      | 2'10"89 | 2        | 6      | Q    |
| 5    | Simona Baumrtová        | Rep. Ceca   | 2'11"20 | 2        | 3      | Q    |
| 6    | Melanie Nocher          | Irlanda     | 2'11"68 | 1        | 6      | Q    |
| 7    | Duane da Rocha Marce    | Spagna      | 2'11"86 | 1        | 3      | Q    |
| 8    | Anja Čarman             | Slovenia    | 2'12"10 | 1        | 5      | Q    |
| 9    | Kim Daniela Pavlin      | Croazia     | 2:12"79 | 2        | 1      |      |
| 10   | Kira Toussaint          | Paesi Bassi | 2'13"09 | 1        | 2      |      |
| 11   | Eygló Ósk Gústafsdóttir | Islanda     | 2'13"77 | 2        | 7      |      |
| 12   | Annemarie Worst         | Paesi Bassi | 2'13"92 | 2        | 8      |      |
| 13   | Alicja Tchórz           | Polonia     | 2'13"95 | 2        | 2      |      |
| 14   | Marie Jugnet            | Francia     | 2'14"41 | 1        | 7      |      |
| 15   | Klaudia Nazieblo        | Polonia     | 2'17"22 | 1        | 8      |      |
| 16   | Uschi Halbreiner        | Austria     | 2'17"77 | 1        | 1      |      |

### Finale
| Pos.    | Atleta               | Nazionalità | Tempo   | Corsia | Note |
| ------- | -------------------- | ----------- | ------- | ------ | ---- |
| Oro     | Alexianne Castel     | Francia     | 2'08"41 | 4      |      |
| Argento | Jenny Mensing        | Germania    | 2'09"55 | 5      |      |
| Bronzo  | Duane Da Rocha Marce | Spagna      | 2'09"56 | 1      |      |
| 4       | Daryna Zevina        | Ucraina     | 2'09"57 | 3      |      |
| 5       | Melanie Nocher       | Irlanda     | 2'10"75 | 7      |      |
| 6       | Simona Baumrtová     | Rep. Ceca   | 2'10"85 | 2      |      |
| 7       | Alessia Filippi      | Italia      | 2'11"20 | 6      |      |
| 8       | Anja Čarman          | Slovenia    | 2'12"51 | 8      |      |